# Mario Tadejević
Mario Tadejević (Fiume, 28 agosto 1989) è un calciatore croato, difensore dell'Orijent.